# Капсульная эндоскопия

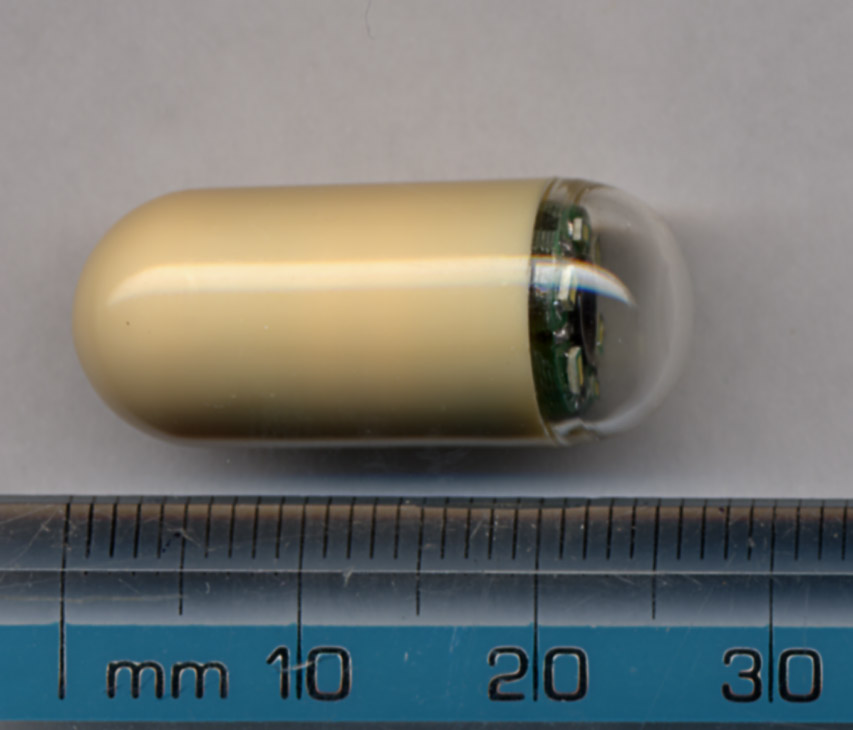
Эндоскопическая видеокапсула

Ка́псульная эндоскопи́я (англ. Capsule endoscopy) — процедура исследования пациента с помощью эндоскопической видеокапсулы, то есть встроенной в капсулу видеокамеры, совмещённой с передатчиком видеосигнала. В процессе прохождения ЖКТ капсула делает в течение нескольких часов несколько десятков тысяч снимков, которые передаются на антенны, размещённые на теле пациента, и записываются в память приёмного устройства. Питание может осуществляться либо от встроенной батарейки, либо беспроводным способом от внешнего источника. С помощью капсульной эндоскопии появилась возможность получения изображений ранее недоступных для эндоскопии участков тонкой кишки. Капсульная эндоскопия сертифицирована в США (в 2001 году), странах Европейского союза, Израиле, Австралии.

## Преимущества
Преимущества метода перед традиционной энодскопией:
1. Возможность осмотреть тонкую кишку на всем протяжении.
2. Отсутствие боли и дискомфорта.
3. Отсутствие вредного воздействия на организм человека.
4. Капсула является одноразовой, что исключает возможность инфицирования пациента.

## Проблемы и недостатки
Главным недостатком капсульной эндоскопии перед традиционной является то, что при капсульной невозможно взятие материала для гистологических исследований (биопсии), что часто является необходимым и широко применяется при традиционной эндоскопии.
Кроме того, возможна задержка видеокапсулы в желудочно-кишечном тракте пациента (что происходит, по разным оценкам, в 0,5-21 % случаев от общего количества видеокапсульных процедур). Частота задержки капсулы зависит в наибольшей степени от клинических показаний к проведению капсульной эндоскопии. У здоровых людей вероятность задержки составляет 0 %, у пациентов со скрытыми желудочно-кишечными кровотечениям — до 1,5 %, у пациентов с возможной болезнью Крона до 5 % и у пациентов с кишечной непроходимостью до 21 %. В этой ситуации капсула извлекается из пациента или с помощью эндоскопа, или с помощью полостной хирургической операции. Наиболее длительное время задержки видеокапсулы, описанное в литературе — 4 года 5 месяцев и 21 день.

## Список моделей видеокапсул
- PillCam (Given Imaging)
- EndoCapsule (Olympus)
- Sayaka (RF System)
- MiroCam (IntroMedic)
- OMOM (Jinshan Science&Technology Group)